# Garcianguera
Saturnino García Anguera (Gerona, España, 1912 - Tarragona, 1963) fue un pintor español que formó parte del círculo de artistas más interesantes de la contemporaneidad. Se formó en el Taller-Escuela de Arte de la Diputación de Tarragona. Era un hombre que conocía bien su oficio, poseía un gran dominio del dibujo y una pincelada firme y ágil, muy efectista con su paleta de tonos sobrios aunque también le agradaban los vivos.

## Infancia y aprendizaje
Saturnino García, era hijo del militar Saturnino García, originario de Chiribel (Almería) y de Cinta Anguera. Nacido el año 1912 en Gerona, se trasladó a Tarragona al poco tiempo ya que su padre obtuvo un trabajo como funcionario en la Delegación de Hacienda.
Una vez asentados en Tarragona, Saturnino recibió sus estudios primarios en el Colegio de los Hermanos Carmelitas de la Enseñanza, para estudiar después el bachillerato en el Instituto. Después de su formación escolar, se inició en la carrera de Magisterio que pronto abandonó para dedicarse a su verdadera vocación: la pintura
El estudio de la pintura le llevó al Taller-Escuela de Pintura y Escultura que se había inaugurado hacía poco en unas dependencias de la calle Rafael Casanova (actual calle Gasómetro). A pesar de la dificultad de los primeros momentos, en que la escuela tan solo disponía de caballetes, Garcianguera pudo trabajar con el experimentado Ignasi Mallol, el escultor Joan Rebull, Salvador Martorell... Además, tuvo como compañeros de pupitre a personalidades como Antonio Gonzalo Lindín, Josep Maria Ripoll o Enric Brull. El 1938, con veintiséis años fue llamado para ir al frente. Parece ser que con la única finalidad de retardar su incorporación, hizo un curso para el ejército de la República. A causa de dicha circunstancia, una vez finalizada la guerra civil fue condenado y encarcelado una temporada en Barcelona. Hacia 1940 entró a trabajar en un taller de imágenes en esa misma ciudad. Allí, aprendió a policromar y a dorar con un gran provecho. Finalmente, en 1942 vuelve a Tarragona y se dedica profesionalmente a la pintura para consagrarse como uno de los pintores más importantes de la contemporaneidad en Tarragona. Además, este artista que había sido alumno de la primera escuela de Arte, formó parte, también, del primer grupo de profesores que inauguraron la Escuela-Taller de Arte de la Diputación de Tarragona. Garcianguera siempre participó de la vida de la ciudad y, más especialmente, de su entorno artístico, por eso formó parte de círculos como el Grupo Pere Johan, Los Amigos del Arte y del Grupo Miércoles. Desgraciadamente murió muy joven, a los 50 años fruto de una larga enfermedad que intentó encarar con fortaleza.

## Estilo
Su producción primeriza se caracteriza por su aproximación al postimpressionismo con una fuerte influencia de los paisajistas catalanes del siglo XIX. El segundo grupo de su carrera, destaca por el realismo que se aparta de lo natural, incluso a veces es onírico, formado por figuras de gitanos y toreros con ciertas reminiscencias de la lírica lorquiana, y arlequines que conectan con las primeras épocas de Picasso, pintados en óleo, acuarela, dibujados en pluma o con técnicas mixtas. Tampoco hay que olvidarse de sus incursiones en el arte abstracto y en el seguimiento de Miró tanto en pinturas murales como en óleos sobre papel. Sofía Mata en un estudio sobre el pintor dice: "Esto nos da una visión del gran abanico de técnicas y estilos con los cuales trabajó Garcianguera". Y de hecho el mismo artista corrobora: "Pasé por lo abstracto pero no me quedé en él. Sólo se quedan en esa parcela los que no tienen valor para continuar; los que no saben pintar. Entiendo que no hay que permanecer en él, sino transitar por él para tornar a lo realista".

## Concursos
- Exposición Nacional de Bellas Artes de Barcelona (1942)
- Exposición de Arte Nacional de Madrid (1943)
- Medalla Tapiró de Pintura de la Diputación de Tarragona (1944)
- Exposición en Valladolid donde recibió el Premio de Honor.

## Exposiciones
- 1945 expone en Valls en la Biblioteca Popular.
- 1946 exposición en Tortosa, Biblioteca Popular
- 1946 exposición en Reus en el Centre de Lectura
- 1946 expone, otra vez, en la Biblioteca Popular de Valls
- 1946 exposición en la Sala del Sindicato de Iniciativa y Turismo con motivo de las fiestas de Santa Tecla
- 1947 en los Salones de Radio Lérida
- 1948 en la Sala Amigos del Arte
- 1948 en la Sala Velasco (Barcelona)
- 1948 en la Sala Pons Llobet (Barcelona)
- 1948 Sala Amigos del Arte (Tarrasa)
- 1950 exposición en el Casino Recreativo (Amposta)
- 1951 exposición dentro de los actos de las Fiestas de la Candela de Valls.
- 1951 exposición en el círculo artístico de Tortosa conjuntamente con su amigo y escultor Lluís Maria Saumells, que también era profesor en la Escuela de Arte.
- 1952 exposición colectiva en Tarragonacon el Grupo del Miércoles, formado por artistas tarraconenses como Lluís Arola, Jordi Ramos, Antoni Centellas, Lluís Saumells, Gonzalo Lindín, Antoni Alasà, Enric Baixeras, Isidre Valentines y los impresores Joan y Ramon Gavaldà
- 1952 vuelve a exponer en el Casino Recreativo de Amposta.
- 1952 exposición en Londres y en París. Precisamente en la capital francesa, la embajada de los Estados Unidos compró cuatro cuadros.
- 1954 en la Escuela de Trabajo (Valls)
- 1954, gracias a su amistad con el pintor suizo Henry Schmit, y juntamente con Lluís Maria Saumells, expuso en el Casino d’Herisau (Suiza).[5]
- 1954 exposición en el Lingua club de Tarragona, en el marco de las fiestas del Centenario de la Rambla
- 1957 Sala del Sindicato de Iniciativa y Turismo
- Entre 1957-1960 Garcianguera expuso otra vez en el extranjero: Suiza, Reino Unido i Alemania. De estas muestras solo disponemos de noticias indirectas, sacadas de una entrevista en el Diario Español de Tarragona, donde el pintor afirma: "En Alemania me compararon con Picasso, con Renoir y Manet”[6]
- 1960 exposición en el Centro Mercantil de (Zaragoza)[7]
- 1960 primero expone en Nueva York, también en la Biennale de la Galérie du Casino de Cherbourg, Francia, en la Galería Giotto, Le Havre. A continuación en París, en la Galería Dauphine. Finalmente, el mes de octubre se celebró la segunda exposición en Nueva York organizada por el Centro Escuela Taller de Arte Fledston

## Colección
Las obras de Garcianguera se encuentran repartidas por muchas colecciones privadas y algunos museos. En Tarragona hay dos cuadros en el Ayuntamiento, un arlequín en la Diputación, un paisaje en el Museo de Arte Moderno y obras diversas en colecciones privadas: Muller, Moya, Fontana, Hernández, Alió, Güell, Rigau, Sana, Torra, Vallès, Canadell, Aguilar, Mezquida, etc (Nota: Muchas de estas personas mantuvieron una relación de amistad con Garcianguera). En el bar “El pati”, de la calle Calderers, se conserva un techo de cimiento pintado con temas de sirenas y estrellas. También en Amposta encontramos dos acuarelas en el Fondo de Arte del Ayuntamiento.

## Después de Garcianguera
Entre el 30 de diciembre de 1963 y el 12 de enero de 1964, la Diputación de Tarragona celebró una exposición antológica con óleos, dibujos y acuarelas de Garcianguera. La sede de la exposición fue doble: de un lado, la Sala de Guardias, de otro el Sindicato de Iniciativa. En la primera se exponía las obras de la colección familiar. En la segunda, las obras procedentes de diversas colecciones particulares. Finalmente, una de las exposiciones más recientes del artista tuvo lugar en mayo del 2008. Organizada por el Museo de Arte Moderno de Tarragona se presentaron los dibujos del artista hechos a pluma que, sin duda, nos acercan a su lado más abstracto. Son dibujos con una temática que se acerca mucho a un mundo casi onírico, por sus tópicos de la tauromaquia, o sus mujeres opulentas, sus parejas de "majas". Además durante esta exposición se aprovechó para presentar un catálogo que permitiera adentrarnos en la vida de este pintor, y también en el "contexto social y cultural de la Tarragona del siglo XX"